# Lifan 320
La Lifan 320, nota anche come Lifan 330 e Lifan Smily, è un'autovettura prodotta dalla casa automobilistica cinese Lifan dal 2008 al 2018.

## Descrizione
La vettura è nota per il suo controversi design estetico assai simile a quello della Mini Cooper e per essere una delle auto meno sicure in commercio, con un punteggio nei crash test NCAP dell'america latina di zero stelle su cinque. La 320 è stata presentata per la prima volta al salone di Pechino Beijing del 2008. Una versione aggiornata della vettura chiamata 330, è stata presentata nel 2013 e venduta insieme alla 320 originale.
La Lifan 320 è venduta in Cina e in diversi mercati di paesi in via di sviluppo tra cui il Perù e la Russia, dove è chiamata Lifan Smily. La 320 viene assemblata a Cherkessk dalla Derways Automobile Company dal 2011.